# Powieść polityczna
Powieść polityczna – powieść, w której pierwszorzędną i główną rolę odgrywają idee polityczne, a ośrodkiem akcji jest forum władzy, gdzie wydarzenia aktualnej polityki poddane są analizie, dyskusji i przetworzeniu. W Polsce pojawiła się po I wojnie światowej. Wśród jej cech charakterystycznych można znaleźć między innymi przedstawienie dezintegracji społeczeństwa oraz anonimizację władzy. Polskimi powieściami politycznymi są m.in. Przedwiośnie Stefana Żeromskiego i Generał Barcz Juliusza Kadena-Bandrowskiego.